# Pietre d'inciampo in Sardegna

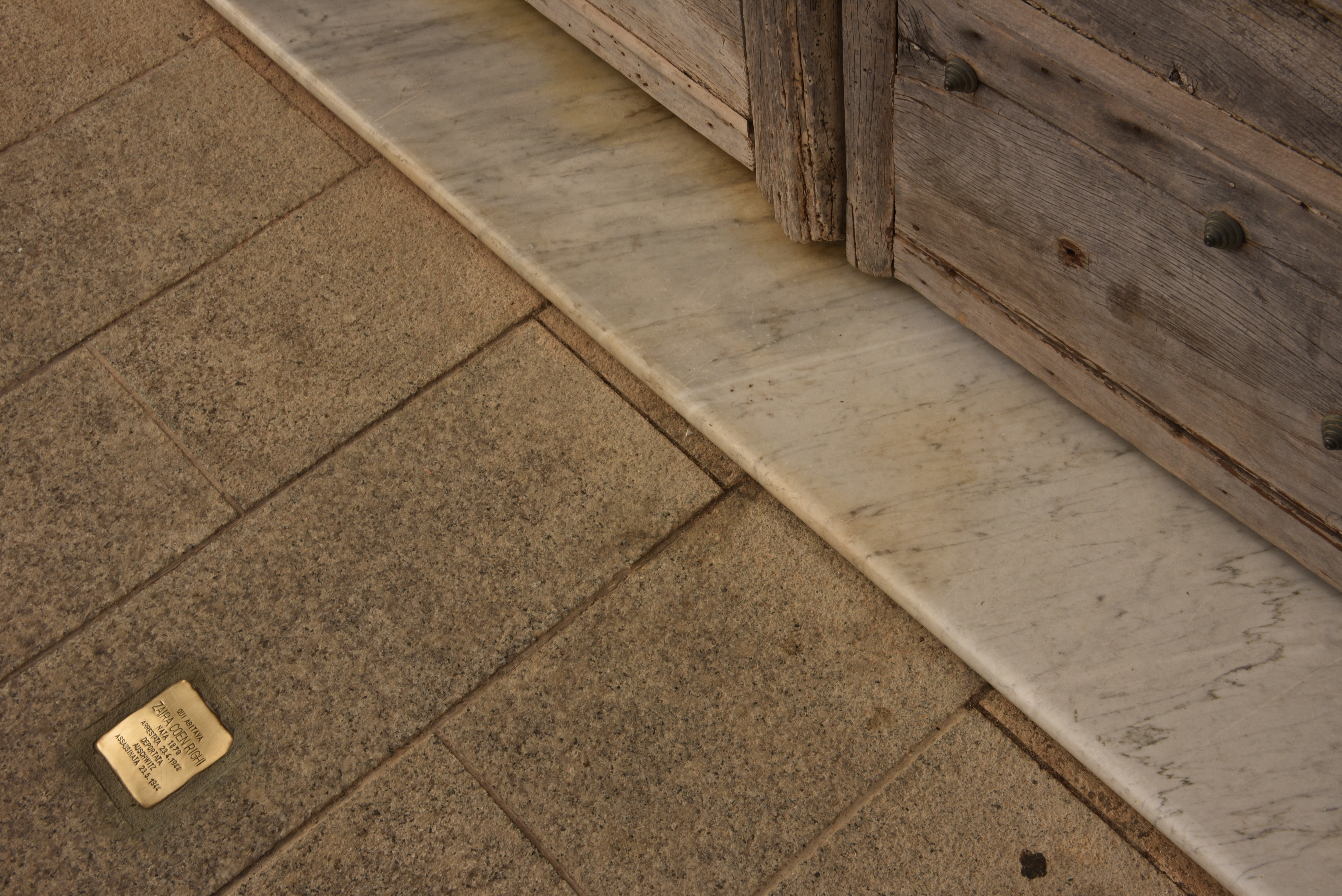
La prima pietra d'inciampo della Sardegna a Sassari

La lista delle pietre d'inciampo in Sardegna contiene l'elenco delle pietre d'inciampo (in tedesco Stolpersteine) poste in Sardegna. Esse commemorano le vittime della persecuzione del regime nazista nell'ambito di un'iniziativa dell'artista tedesco Gunter Demnig estesa a tutta l'Europa. La prima pietra d'inciampo in Sardegna è stata collocata a Sassari il 26 gennaio 2021.

## Città metropolitana di Cagliari

### Burcei
| Pietra d'inciampo | Pietra d'inciampo                            | Pietra d'inciampo | Pietra d'inciampo                                                                            | Note biografiche |
| Data di posa      | Luogo di posa                                | Stolpersteine     | Incisione                                                                                    | Note biografiche |
| ----------------- | -------------------------------------------- | ----------------- | -------------------------------------------------------------------------------------------- | --- |
| 15 marzo 2023     | Piazza Repubblica 39°20′47.23″N 9°21′41.07″E |                   | IN BURCEI ABITAVA ISIDORO FRIGAU PARTIGIANO NATO 1923 UCCISO 15.3.1944 SUCCISA DI PONTREMOLI | Isidoro Frigau (Burcei 8 ottobre 1923 - Succisa, 15 marzo 1944), partigiano, pastore. Sbandato dopo l'armistizio dell'8 settembre 1943, col nome di battaglia "Pisu" si unisce alla Resistenza tra le fila del Battaglione "Guido Picelli", tra le prime formazioni partigiane dell'Appennino tosco-emiliano, al comando di Fermo Ognibene "comandante Alberto" e Remo Moscatelli Remo". Prende parte a diverse operazioni di guerriglia fino allo scontro armato con militi fascisti della X MAS avvenuto il 15 marzo 1944 in località “Villavecchia di Succisa”, Pontremoli. Ferito, continua a combattere eroicamente al fianco di "Alberto" e "Remo" consentendo il ripiegamento dei compagni. Tutti e tre perdono la vita, ma il reparto si salva. Isidoro e "Remo" nel 1989 saranno insigniti della medaglia d'argento al valor militare alla memoria, al comandante "Aberto" la medaglia d'oro. |

### Sestu
| Pietra d'inciampo | Pietra d'inciampo                            | Pietra d'inciampo | Pietra d'inciampo | Note biografiche |
| Data di posa      | Luogo di posa                                | Stolpersteine     | Incisione | Note biografiche |
| ----------------- | -------------------------------------------- | ----------------- | --- | --- |
| 26 gennaio 2021   | Via Monserrato, 8 39°17′57.26″N 9°05′34.81″E |                   | QUI ABITAVA PIETRO MELONI NATO 1899 ARRESTATO 24.10.1944 INTERNATO GRIES DEPORTATO 1944 MAUTHAUSEN-GUSEN ASSASSINATO 13.2.1945 | Pietro Meloni (Sestu 23 novembre 1899 - Gusen, 13 febbraio 1945), partigiano, comunista. All'età di sette anni inizia a lavorare in campagna. Autodidatta, si arruola nella Guardia di Finanza fino al 1924, quando emigra in Francia dove conosce Rosa Tosoni che sposerà a Lione. Entrambi sposano la causa comunista e collaborano con la Resistenza francese all'atto dell'occupazione tedesca. Rientrano a Verona nel 1940 proseguendo l'attività antifascista nei rispettivi luoghi di lavoro. In seguito all'armistizio dell'8 settembre 1943, si dedicano all'organizzazione della Resistenza nei comuni veronesi fino al loro arresto dell'ottobre 1944 da parte delle SS. Torturati nelle segrete del carcere veronese prima dell'internamento a Bolzano, a cui segue la deportazione nel Reich. Pietro destinato a Mauthausen quindi trasferito a Gusen, dove muore il 13 febbraio 1945. La moglie sopravvive e viene liberata. Nel 1955 il comune di Verona conferisce alla memoria di Pietro Meloni una medaglia d'oro per il suo contributo alla Resistenza. |

## Provincia di Oristano

### San Vero Milis
| Pietra d'inciampo | Pietra d'inciampo                                     | Pietra d'inciampo | Pietra d'inciampo                                                                                            | Note biografiche |
| Data di posa      | Luogo di posa                                         | Stolpersteine     | Incisione | Note biografiche |
| ----------------- | ----------------------------------------------------- | ----------------- | --- | --- |
| 27 gennaio 2022   | Via Eleonora d’Arborea, 48 40°02′58.48″N 8°38′20.76″E |                   | QUI ABITAVA COSIMO ORRÙ NATO 1910 ARRESTATO 20.6.1944 DEPORTATO 1944 FLOSSENBÜRG ASSASSINATO 1945 LITOMERICE | Cosimo Orrù (San Vero Milis 25 settembre 1910 - Litoměřice, 1945), giudice, partigiano. Laureatosi in legge, è Pretore al tribunale di Ittiri, quindi nel 1941 è sostituto procuratore a Bergamo, ma la sua avversione al regime fascista gli costa la sospensione e il trasferimento a Pavia prima, quindi Busto Arsizio dove entra in contatto con la Resistenza. Dopo l'armistizio dell'8 settembre 1943, per il Partito d'Azione entra nel CLN locale. Strettamente controllato dalla polizia politica fino al 20 giugno 1944, quando è prelevato dal suo studio di Busto dai nazifascisti e condotto alle carceri di San Vittore a Milano. Dopo il passaggio da Bolzano è deportato nel Reich destinato a Flossenbürg, quindi campo di lavoro nei pressi di Litoměřice alla fabbrica sotterrranea "Richard". Non si avranno più sue notizie. |

## Provincia di Sassari

### Sassari
Nella città di Sassari è stata posta una pietra d'inciampo, il 26 gennaio 2021, su iniziativa del club Inner Wheel di Sassari Castello.
| Pietra d'inciampo | Pietra d'inciampo                             | Pietra d'inciampo | Pietra d'inciampo                                                                                    | Note biografiche |
| Data di posa      | Luogo di posa                                 | Stolpersteine     | Incisione                                                                                            | Note biografiche |
| ----------------- | --------------------------------------------- | ----------------- | --- | --- |
| 26 gennaio 2021   | Piazza d'Italia 28 40°43′32.42″N 8°33′49.87″E |                   | QUI ABITAVA ZAIRA COEN RIGHI NATA 1879 ARRESTATA 23.4.1944 DEPORTATA AUSCHWITZ ASSASSINATA 23.5.1944 | Zaira Coen (Mantova 4 ottobre 1879 - Auschwitz 23 maggio 1944), professoressa di scienze. Laureata in scienze naturali nel 1905 all'Università di Bologna, era arrivata a Sassari nel 1919 al seguito del marito, originario della città, dove Zaira insegnò scienze naturali e chimica alle scuole normali femminili, poi all'istituto tecnico, e da ultimo al Liceo classico Azuni. Iscritta attiva al PNF, ricopriva incarichi all'interno dei Fasci femminili locali. Nel 1938 però ciò non le impedì di essere licenziata in applicazione delle leggi razziali. Morto il marito sempre nel 1938, dopo l'8 settembre 1943 si trasferì a Firenze, presso la sorella Ione Coen. Qui però verranno arrestate entrambe dalle SS dopo una denuncia, e portate prima nel carcere di Santa Verdiana e poi, il 23 aprile 1944 a Fossoli. Da qui, il 16 maggio, verranno deportate ad Auschwitz. Furono assassinate entrambe all'arrivo. A lei è intitolato l'archivio storico del Liceo Azuni. Una pietra d'inciampo a lei intitolata è posata a Firenze il 13 gennaio 2023. |

## Provincia del Sulcis Iglesiente

### Iglesias
| Pietra d'inciampo | Pietra d'inciampo                              | Pietra d'inciampo | Pietra d'inciampo                                                                                           | Note biografiche |
| Data di posa      | Luogo di posa                                  | Stolpersteine     | Incisione                                                                                                   | Note biografiche |
| ----------------- | ---------------------------------------------- | ----------------- | --- | --- |
| 27 gennaio 2025   | Piazza Municipio, 5 39°18′48.67″N 8°31′56.32″E |                   | A IGLESIAS ABITAVA FRANCO CRISTIANI NATO 1922 DEPORTATO 5.9.1944 FLOSSENBÜRG ASSASSINATO 17.1.1945 HERBRUCK | Franco Cristiani (Iglesias, 17 novembre 1921 - Hersbruck, 17 gennaio 1945), agricoltore, militare a Novi Ligure alla proclamazione dell'armistizio dell'8 settembre 1943 rifiuta l'adesione alla RSI. Arrestato a Milano come renitente, dopo il passaggio a Bolzano è deportato nel Reich con destinazione Flossenbürg e successivamente a Hersbruck, dove muore il 17 gennaio 1945. |

### Suelli
| Pietra d'inciampo | Pietra d'inciampo        | Pietra d'inciampo | Pietra d'inciampo                                                                      | Note biografiche |
| Data di posa      | Luogo di posa            | Stolpersteine     | Incisione                                                                              | Note biografiche |
| ----------------- | ------------------------ | ----------------- | -------------------------------------------------------------------------------------- | --- |
| 24 aprile 2025    | 39°33′42.8″N 9°07′55.8″E |                   | QUI ABITAVA GIOVANNI PITZALIS NATO 1921 INTERNATO MILITARE DEPORTATO GERMANIA LIBERATO | Giovanni Pitzalis (Suelli, 17 novembre 1921 - Suelli, 3 luglio 1978), marinaio della Regia Marina Militare, catturato il 10 settembre dai tedeschi a Livorno in seguito all'armistizio dell'8 settembre 1943; al suo rifiuto di arrualarsi tra le file della Wehrmacht è deportato nel Reich, così come gli oltre 650mila soldati italiani che opposero identico rifiuto, con lo stato di IMI. Liberato il 6 luglio 1944. Insignito della "Medaglia d'onore" ai cittadini italiani deportati e internati nei lager nazisti 1943-1945 conferitagli dalla Presidenza del Consiglio dei ministri il 2 giugno 2021. |